# Dréan
Dréan (arabisch الذرعان, DMG aḏ-Ḏraʿān, tamazight Derɛan) ist eine Stadt und Kommune in der algerischen Provinz El Tarf. Die Kommune hat 37.686 Einwohner (Stand 2008), auf einer Fläche von 48,00 km², davon 18.366 im Hauptort.

## Geographie
Dréan befindet sich westlich der tunesischen Grenze. Umgeben wird die Gemeinde von Chebaita Mokhtar im Norden, von Besbes im Osten, von Chihani im Süden und von Ain Berda im Westen.

## Geschichte
In der französischen Kolonialzeit hieß die Stadt Mondovi.

## Bevölkerungsentwicklung
- 1998: 32.066[2][1]
- 2008: 37.686[1]

## Persönlichkeiten
- Albert Camus (1913–1960), französischer Schriftsteller und Philosoph